# فین آگ
فین آگ (انگلیسی: Fein) شرکت تجهیزات الکتریکی آلمانی است، که در سال ۱۸۶۷ تأسیس شد.